# アドルフォ・スアレス
初代スアレス公爵アドルフォ・スアレス・ゴンサレス（スペイン語: Adolfo Suárez González、Duque de Suárez、1932年9月25日 - 2014年3月23日）は、スペイン・アビラ県出身の弁護士・政治家。セゴビア県知事(1968-1969）、RTVE社長（1969-1973）、国民運動副事務総長（1975）、国民運動事務総長（1975-1976）、首相（1976-1981）を歴任した。スペインの民主化期の首相として知られる。

## 生い立ち
共和国支持者の父とカトリック系の母から生まれる。学業成績は芳しくなく、スポーツ好きの少年であった。サラマンカ大学法学部に在籍後、1955年にオプス・デイに所属していた国民運動のフェルナンド・エレロ・テヘドールがアビラ県の県知事に就任した際、彼の私設秘書となる。その関係でスアレスも国民運動に入党する。1958年にはフェルナンド・エレロ・テヘドールの公設秘書となった。

### 政治家として
国民運動の要職を歴任し、1965年にはRTVEの番組制作局長、1967年にはTVE1の社長に就任する。1969年には国家組織法によって新たに設けられた家族代表議員にアビラ県から出馬し、当選を果たす。定数2のアビラ県選挙区において、スアレスの当初の順位は3位であったが、異議申し立ての結果、票の集計間違いが判明し、2位に繰り上がり当選となった。

#### セゴビア県知事
1968年にセゴビア県知事に就任した。スアレスがセゴビア県知事時代にフアン・カルロス王子がセゴビアを訪れ、スアレスのもてなしに気を良くしたため、スアレスとフアン・カルロスの関係が深まる。

#### RTVE社長
1969年にRTVEの社長に就任する。RTVEの監督官庁である情報観光省の大臣であったアルフレド・サンチェス・ベジャと折り合いが悪く、当時、国民運動事務総長であったトルクアト・フェルナンデス・ミランダに度々相談を持ちかけていた。トルクアト・フェルナンデス・ミランダはフアン・カルロスの家庭教師を務めた人物で、フアン・カルロスの忠臣と言える存在であった。スアレスはRTVEの社長として、フランシスコ・フランコの後継者に指名されたフアン・カルロスの宣伝放送を多く流し、フアン・カルロスはスアレスのこのような行動を好意的に捉えていた。スアレスは1971年に再び家族代表議員選挙にアビラ県から出馬し、再選を果たす。前回の選挙では15人いた立候補者が、今回の選挙ではスアレスを含めて2人しか立候補せず、無風選挙であった。

#### 国民運動副事務総長から国民運動事務総長へ
スアレスは、1973年にRTVEの社長を辞任すると、ビジネスの世界に飛び込んだ。やがて1975年3月にエレロ・テヘドールが国民運動事務総長に就任すると、スアレスはエレロ・テヘドールによって国民運動副事務総長に任命された。しかし、エレロ・テヘドールが同年6月に交通事故により非業の死を遂げると、後任の国民運動事務総長にホセ・ソリス・ルイスが就任したため、スアレスは国民運動副事務総長を辞任した。また、スアレスはこの年、エレロ・テヘドールの命により結成された御用政党、スペイン国民連合(UDPE)の党首に就任している。
1975年11月にフランコが死去すると、スアレスはカルロス・アリアス・ナバーロ内閣の国民運動事務総長として初入閣を果たした。この人事は国王フアン・カルロス1世の意向であったと言われている。1976年3月、内務大臣であったマヌエル・フラガ・イリバルネが西ドイツへ遊説に向かうと、スアレスは内務大臣代行となった。その時ビトリア＝ガステイスにおいて、警官隊によるデモ隊への発砲事件が発生した。ビトリア事件と呼ばれるこの事件では、多数の死傷者が発生し、通常のフランコ体制の対応では、軍隊を現地に派遣してデモ隊を鎮圧し、戒厳令を敷くのが通例であったが、スアレスはこれらの処置をせず、警官隊の非を認める声明を発表した。この選択が功を奏し、短時間で問題解決に至った。スアレスのこの判断は、政治家としての評価を高めることになったのである。
1976年5月には、アジェテの40人と呼ばれる国民評議会の常任評議員に選出され、翌6月には国会において政治結社法案の支持演説を国民運動事務総長の名において行なった。スアレスは、「スペインは昔から多元的な社会であったとし、政党と呼ぶかどうかはともかく、知識人の間だけでなく、労働者の間でも組織化された勢力が存在する。政治結社法を成立させることは、街では普通に存在していることを政治社会においても普通にするだけのことである」と演説したのである。このスアレスによる演説は高く評価され、その結果、政治改革法は賛成337票、反対92票、棄権25票で可決・成立した。また、この演説について報告を受けた国王は、他の者同様にスアレスを高く評価し、この演説が次期首相となる決め手になったと言われている。

#### 首相に
1976年7月にアリアス・ナバーロ首相が更迭されると、次期首相にはスアレスが指名された。マス・メディアの首相予想の中にスアレスの名はなく、この選出は国民の間では予想外の選出であった。スアレスの選出には、王国顧問会議議長のフェルナンデス・ミランダが深くかかわっていた。当時の首相の選出方法は、王国顧問会議において首相候補3名を決定し、その候補者の中から国王が首相を選ぶというものであった。フェルナンデス・ミランダは、王国顧問会議での議論において、国王の意中の人物であるスアレスが3名の首相候補者の中に残るよう調整したために、スアレス首相誕生が可能となったのである。
その後、1981年2月23日には陸軍と憲兵隊の一部による軍事クーデター「23-F」が発生したものの、カルロス1世国王がこれを支持せず失敗に終わるなど、スアレス政権下でスペインに議会制民主主義が定着した。首相退任後、スペイン貴族としてグランデの特権付きの「スアレス公爵」に叙された。

#### 死去
2014年3月17日に呼吸器系の感染症で入院し、2014年3月23日にマドリードの病院で死去した。81歳没。スアレスの功績を讃え、スペイン政府はマドリードのバラハス空港の名称を「アドルフォ・スアレス空港」に変更した。